# TAD Corporation
La TAD Corporation (TADコーポレーション?, TAD Kōporēshon) fu una software house giapponese specializzata nella produzione di videogiochi arcade.

## Storia
La TAD Corporation nacque nel 1988 a Mitaka, Tokyo, da ex dipendenti della Data East. A capo di essi vi era il fondatore Tadashi "TAD" Yokoyama, dal quale l'azienda prese il nome.
La ditta ebbe vita breve e poco produttiva; in un lustro diede alla luce solamente cinque videogiochi, ma i primi tre di questi riscossero grande successo, ovvero Cabal, Toki e Blood Bros..
Per la distribuzione dei propri giochi la TAD ebbe il supporto di Taito, Tecmo e Sammy Corporation per il mercato giapponese e di Fabtek per la distribuzione internazionale.
Per Cabal e Toki venne concessa la realizzazione di porting per computer e console ad aziende come Ocean Software, Rare, Taito e SEGA, le quali implementarono versioni per Atari Lynx, NES, Sega Mega Drive, Commodore 64, Atari ST, Commodore Amiga, Sinclair ZX Spectrum, Amstrad CPC ed MS-DOS.
La TAD Corporation cessò la propria attività il 5 febbraio 1993, con lo staff che venne assorbito dalla Mitchell Corporation.

## Videogiochi
- Cabal (1988)
- Toki (1989)
- Blood Bros. (1990)
- Legionnaire (1992)
- Heated Barrel (1992)

### Collaborazioni
- Sky Smasher (1990) con Nihon System